# Università delle Arti Folkwang
La Folkwang Universität der Künste (Università delle Arti di Folkwang) è una università ad indirizzo artistico tedesca con sede a Essen, nel land Renania Settentrionale-Vestfalia.
Il nome dell'istituzione deriva dalla mitologia norrena, nell'Edda è chiamata Folkwang la residenza della dea Freyja.

## Storia
Condividendo il nome con il Museum Folkwang fondato nel 1902, la Folkwang venne aperta nel 1927 dal direttore del teatro d'opera Rudolf-Schulze Dornburg e dal coreografo Kurt Jooss.
Anche se l'insegnamento comprende soprattutto la danza, la musica ed il teatro, la scuola deve la sua reputazione internazionale essenzialmente al dipartimento della danza, che Pina Bausch portò ad un livello di qualità unica in Europa.